# Paulo Futre
Paulo Futre (Paulo Jorge dos Santos Futre), född 28 februari 1966 i Montijo, Portugal, är en portugisisk före detta professionell fotbollsspelare som under sin storhetstid på 1980-talet bland annat spelade i FC Porto och Atlético Madrid. Futre ingick i Portugals trupp till VM i fotboll 1986 och 1987 kom han tvåa i Ballon d'Or-omröstningen om Europas bäste fotbollsspelare.